# Großsteingrab Bełczna
Das Großsteingrab Bełczna (auch Großsteingrab Neukirchen genannt) war eine megalithische Grabanlage der jungsteinzeitlichen Trichterbecherkultur bei Bełczna (deutsch Neukirchen), einem Ortsteil von Łobez (deutsch Labes) in der Woiwodschaft Westpommern in Polen. Es wurde im 19. Jahrhundert zerstört. Das Grab befand sich bei Bełczna „auf der bäuerlichen Flur“. Es besaß ein ost-westlich orientiertes Hünenbett mit einer Länge von 60 Fuß (ca. 18,7 m) und einer Breite von 18 Fuß (ca. 5,6 m). Über eine Grabkammer ist nichts bekannt.